# Hannes Riffel
Hannes Riffel (* 1966) ist ein deutscher Übersetzer und Verleger.

## Leben und Wirken
Riffel lebt und arbeitet als freier Lektor und Übersetzer in Wittenberge. Er war Mitbegründer der Berliner Buchhandlung Otherland und gründete 2010 den Golkonda-Verlag, dessen Leiter er bis 2017 war. Für den Klett-Cotta-Verlag übersetzte er u. a. in der Reihe Hobbit Presse J. R. R. Tolkiens Briefe vom Weihnachtsmann und Anthony Ryans Das Lied des Blutes und Der Herr des Turmes. Im Rowohlt Verlag erschienen in seiner Übersetzung Ed Falcos Die Corleones und Robert Blochs Psycho. Von 2015 bis 2021 leitete er bei S. Fischer den Programmbereich Science-Fiction/Fantasy. Für seine Übersetzungen von John Clute (Der Sternentanz), Hal Duncan (Vellum) und Paolo Bacigalupi (Der Spieler, mit Birgit Herden und Dorothea Kallfass) wurde er 2004, 2008 bzw. 2013 mit einem Kurd-Laßwitz-Preis ausgezeichnet. 2016 wurde er gemeinsam mit dem Team des Golkonda-Verlages und Sascha Mamczak für die Fortführung des Almanachs Das Science Fiction Jahr, der bis 2014 im Heyne Verlag erschienen war, mit einem Sonderpreis des Kurd-Laßwitz-Preises ausgezeichnet. Seit 2023 verantwortet er das Programm im Carcosa Verlag.